# Serie B 2020-2021 (hockey su pista)
La Serie B 2020-2021 è il torneo di terzo livello del campionato italiano di hockey su pista per la stagione 2020-2021. La competizione è iniziata il 9 gennaio e si è conclusa il 16 maggio 2021.
A vincere il torneo sono state le seconde squadre del Correggio e del Grosseto; le due compagini, avendo i requisiti necessari, sono state promosse in serie A2.

## Stagione

### Formula
Le 37 squadre partecipanti sono state divise in sette gironi territoriali (uno girone da 8 club, tre gironi da 6, due gironi da 4 e uno da 3) che si sono svolti con la formula del girone all'italiana con gare di andata e ritorno. Al termine le prime classificate si sono qualificate per le fasi finali. Le otto compagine partecipanti alla fase finale come detto sono state divise in due gruppi da quattro squadre ciascuno svolto in unica sede. Le prime classificate, se aventi diritto, sono state promosse in serie A2 per la stagione successiva.

## Prima Fase

### Girone A

#### Squadre partecipanti
| Club               | Città               | Impianto                       |
| ------------------ | ------------------- | ------------------------------ |
| Agrate Brianza     | Agrate Brianza (MB) | Centro Sportivo Santa Caterina |
| Amatori Lodi (B)   | Lodi                | PalaCastellotti                |
| Amatori Vercelli   | Vercelli            | PalaPregnolato                 |
| Azzurra Novara (B) | Novara              | Palasport Dal Lago             |
| HRC Monza (B)      | Monza               | PalaRovagnati di Biassono (MB) |
| Roller Lodi        | Lodi                | PalaCastellotti                |
| Seregno 2012 (B)   | Seregno (MB)        | PalaSomaschini                 |
| Vercelli (B)       | Vercelli            | PalaPregnolato                 |

#### Classifica finale
|  | Pos. | Squadra            | Pt | G  | V  | N | P  | GF  | GS  | DR  |
|  | ---- | ------------------ | -- | -- | -- | - | -- | --- | --- | --- |
|  | 1.   | Agrate Brianza     | 40 | 14 | 13 | 1 | 0  | 111 | 37  | +74 |
|  | 2.   | Amatori Vercelli   | 28 | 14 | 9  | 1 | 4  | 85  | 51  | +34 |
|  | 3.   | Vercelli (B)       | 25 | 14 | 8  | 1 | 5  | 71  | 47  | +24 |
|  | 4.   | Amatori Lodi (B)   | 25 | 14 | 8  | 1 | 5  | 57  | 45  | +12 |
|  | 5.   | Roller Lodi        | 23 | 14 | 7  | 2 | 5  | 64  | 50  | +14 |
|  | 6.   | Seregno 2012 (B)   | 12 | 14 | 4  | 0 | 10 | 63  | 81  | -18 |
|  | 7.   | HRC Monza (B)      | 6  | 14 | 2  | 0 | 12 | 34  | 121 | -87 |
|  | 8.   | Azzurra Novara (B) | 5  | 14 | 1  | 2 | 12 | 34  | 87  | -53 |

Legenda:
  Qualificato alla fase finale.
  Squadra ammessa agli spareggi.
Note:
Tre punti a vittoria, uno per il pareggio, zero a sconfitta.
In caso di arrivo di due o più squadre a pari punti, la graduatoria finale verrà stilata secondo la classifica avulsa tra le squadre interessate che prevede, in ordine, i seguenti criteri:
- Punti negli scontri diretti
- Differenza reti negli scontri diretti
- Differenza reti generale
- Reti realizzate in generale
- Sorteggio

### Girone B

#### Squadre partecipanti
| Club                 | Città                  | Impianto                                 |
| -------------------- | ---------------------- | ---------------------------------------- |
| Amatori Modena (B)   | Modena                 | Palaroller di Castelnuovo Rangone (MO)   |
| Amatori Pesaro       | Pesaro                 | PalaBorgo                                |
| Correggio (B)        | Correggio (RE)         | Palasport Dorando Pietri                 |
| Cremona (B)          | Pieve San Giacomo (CR) | Palestra comunale di San Daniele Po (CR) |
| Pico Mirandola       | Mirandola (MO)         | Palazzetto dello sport                   |
| Roller Scandiano (B) | Scandiano (RE)         | PalaRegnani                              |

#### Classifica finale
|  | Pos. | Squadra              | Pt | G  | V | N | P | GF | GS  | DR  |
|  | ---- | -------------------- | -- | -- | - | - | - | -- | --- | --- |
|  | 1.   | Correggio (B)        | 28 | 10 | 9 | 1 | 0 | 69 | 34  | +35 |
|  | 2.   | Amatori Pesaro       | 16 | 10 | 4 | 4 | 2 | 52 | 33  | +19 |
|  | 3.   | Roller Scandiano (B) | 16 | 10 | 5 | 1 | 4 | 57 | 45  | +12 |
|  | 4.   | Pico Mirandola       | 14 | 10 | 4 | 2 | 4 | 57 | 32  | +25 |
|  | 5.   | Amatori Modena (B)   | 8  | 10 | 2 | 2 | 6 | 43 | 63  | -20 |
|  | 6.   | Cremona (B)          | 3  | 10 | 1 | 0 | 9 | 33 | 104 | -71 |

Legenda:
  Qualificato alla fase finale.
  Squadra ammessa agli spareggi.
Note:
Tre punti a vittoria, uno per il pareggio, zero a sconfitta.
In caso di arrivo di due o più squadre a pari punti, la graduatoria finale verrà stilata secondo la classifica avulsa tra le squadre interessate che prevede, in ordine, i seguenti criteri:
- Punti negli scontri diretti
- Differenza reti negli scontri diretti
- Differenza reti generale
- Reti realizzate in generale
- Sorteggio

### Girone C

#### Squadre partecipanti
| Club                          | Città                   | Impianto       |
| ----------------------------- | ----------------------- | -------------- |
| Breganze Città della speranza | Breganze (VI)           | PalaFerrarin   |
| Roller Bassano Old            | Bassano del Grappa (VI) | PalaDue        |
| Roller Recoaro                | Recoaro Terme (VI)      | PalaSanGiorgio |
| Trissino (B)                  | Trissino (VI)           | PalaDante      |
| Trissino 05 (B)               | Trissino (VI)           | PalaCeccato    |
| Valdagno (B)                  | Valdagno (VI)           | PalaLido       |

#### Classifica finale
|  | Pos. | Squadra                       | Pt | G  | V | N | P | GF | GS | DR  |
|  | ---- | ----------------------------- | -- | -- | - | - | - | -- | -- | --- |
|  | 1.   | Breganze Città della speranza | 24 | 10 | 8 | 0 | 2 | 59 | 37 | +22 |
|  | 2.   | Trissino 05 (B)               | 21 | 10 | 7 | 0 | 3 | 57 | 43 | +14 |
|  | 3.   | Valdagno (B)                  | 15 | 10 | 4 | 3 | 3 | 47 | 47 | 0   |
|  | 4.   | Roller Bassano Old            | 14 | 10 | 4 | 2 | 4 | 48 | 52 | -4  |
|  | 5.   | Trissino (B)                  | 6  | 10 | 1 | 3 | 6 | 33 | 47 | -14 |
|  | 6.   | Roller Recoaro                | 5  | 10 | 1 | 2 | 7 | 35 | 53 | -18 |

Legenda:
  Qualificato alla fase finale.
  Squadra ammessa agli spareggi.
Note:
Tre punti a vittoria, uno per il pareggio, zero a sconfitta.
In caso di arrivo di due o più squadre a pari punti, la graduatoria finale verrà stilata secondo la classifica avulsa tra le squadre interessate che prevede, in ordine, i seguenti criteri:
- Punti negli scontri diretti
- Differenza reti negli scontri diretti
- Differenza reti generale
- Reti realizzate in generale
- Sorteggio

### Girone D

#### Squadre partecipanti
| Club               | Città                      | Impianto              |
| ------------------ | -------------------------- | --------------------- |
| Bassano (C)        | Bassano del Grappa (VI)    | PalaSind              |
| Breganze (B)       | Breganze (VI)              | PalaFerrarin          |
| Montecchio P. (B)  | Montecchio Precalcino (VI) | PalaVaccari           |
| Roller Bassano (B) | Bassano del Grappa (VI)    | PalaDue               |
| Sandrigo (B)       | Sandrigo (VI)              | Palasport di Sandrigo |
| Thiene (B)         | Thiene (VI)                | PalaCeccato           |

#### Classifica finale
|  | Pos. | Squadra            | Pt | G  | V | N | P  | GF | GS | DR  |
|  | ---- | ------------------ | -- | -- | - | - | -- | -- | -- | --- |
|  | 1.   | Thiene (B)         | 21 | 10 | 7 | 0 | 3  | 45 | 39 | +6  |
|  | 2.   | Montecchio P. (B)  | 20 | 10 | 6 | 2 | 2  | 56 | 26 | +30 |
|  | 3.   | Sandrigo (B)       | 18 | 10 | 5 | 3 | 2  | 43 | 27 | +16 |
|  | 4.   | Roller Bassano (B) | 12 | 9  | 3 | 3 | 3  | 32 | 39 | -7  |
|  | 5.   | Breganze (B)       | 10 | 9  | 2 | 4 | 3  | 36 | 32 | +4  |
|  | 6.   | Bassano (C)        | 0  | 10 | 0 | 0 | 10 | 12 | 61 | -49 |

Legenda:
  Qualificato alla fase finale.
  Squadra ammessa agli spareggi.
Note:
Tre punti a vittoria, uno per il pareggio, zero a sconfitta.
In caso di arrivo di due o più squadre a pari punti, la graduatoria finale verrà stilata secondo la classifica avulsa tra le squadre interessate che prevede, in ordine, i seguenti criteri:
- Punti negli scontri diretti
- Differenza reti negli scontri diretti
- Differenza reti generale
- Reti realizzate in generale
- Sorteggio

### Girone E

#### Squadre partecipanti
| Club                      | Città          | Impianto             |
| ------------------------- | -------------- | -------------------- |
| CGC Viareggio (B)         | Viareggio (LU) | PalaBarsacchi        |
| Prato 1954 (B)            | Prato          | PalaRogai            |
| Rotellistica Camaiore (B) | Camaiore (LU)  | Pardini Sport Center |
| SPV Viareggio (B)         | Viareggio (LU) | PalaBarsacchi        |

#### Classifica finale
|  | Pos. | Squadra                   | Pt | G | V | N | P | GF | GS | DR  |
|  | ---- | ------------------------- | -- | - | - | - | - | -- | -- | --- |
|  | 1.   | SPV Viareggio (B)         | 13 | 6 | 4 | 1 | 1 | 37 | 16 | +21 |
|  | 2.   | Prato 1954 (B)            | 13 | 6 | 4 | 1 | 1 | 37 | 19 | +18 |
|  | 3.   | Rotellistica Camaiore (B) | 9  | 6 | 3 | 0 | 3 | 31 | 25 | +6  |
|  | 4.   | CGC Viareggio (B)         | 0  | 6 | 0 | 0 | 6 | 17 | 62 | -45 |

Legenda:
  Qualificato alla fase finale.
  Squadra ammessa agli spareggi.
Note:
Tre punti a vittoria, uno per il pareggio, zero a sconfitta.
In caso di arrivo di due o più squadre a pari punti, la graduatoria finale verrà stilata secondo la classifica avulsa tra le squadre interessate che prevede, in ordine, i seguenti criteri:
- Punti negli scontri diretti
- Differenza reti negli scontri diretti
- Differenza reti generale
- Reti realizzate in generale
- Sorteggio

### Girone F

#### Squadre partecipanti
| Club            | Città                          | Impianto              |
| --------------- | ------------------------------ | --------------------- |
| Castiglione (B) | Castiglione della Pescaia (GR) | Pala Casa Mora        |
| Follonica (B)   | Follonica (GR)                 | Pista Armeni          |
| Grosseto Alice  | Grosseto                       | Pista di via Mercurio |
| Grosseto RRD    | Grosseto                       | Pista di via Mercurio |

#### Classifica finale
|  | Pos. | Squadra         | Pt | G | V | N | P | GF | GS | DR  |
|  | ---- | --------------- | -- | - | - | - | - | -- | -- | --- |
|  | 1.   | Grosseto Alice  | 14 | 6 | 4 | 2 | 0 | 55 | 24 | +31 |
|  | 2.   | Grosseto RRD    | 14 | 6 | 4 | 2 | 0 | 33 | 23 | +10 |
|  | 3.   | Follonica (B)   | 3  | 6 | 1 | 0 | 5 | 22 | 41 | -19 |
|  | 4.   | Castiglione (B) | 3  | 6 | 1 | 0 | 5 | 19 | 41 | -22 |

Legenda:
  Qualificato alla fase finale.
  Squadra ammessa agli spareggi.
Note:
Tre punti a vittoria, uno per il pareggio, zero a sconfitta.
In caso di arrivo di due o più squadre a pari punti, la graduatoria finale verrà stilata secondo la classifica avulsa tra le squadre interessate che prevede, in ordine, i seguenti criteri:
- Punti negli scontri diretti
- Differenza reti negli scontri diretti
- Differenza reti generale
- Reti realizzate in generale
- Sorteggio

### Girone G

#### Squadre partecipanti
| Club                    | Città           | Impianto      |
| ----------------------- | --------------- | ------------- |
| AFP Giovinazzo Pol. (B) | Giovinazzo (BA) | PalaPansini   |
| Matera (B)              | Matera          | PalaSassi     |
| Roller Salerno          | Salerno         | PalaTulimieri |

#### Classifica finale
|  | Pos. | Squadra                 | Pt | G | V | N | P | GF | GS | DR |
|  | ---- | ----------------------- | -- | - | - | - | - | -- | -- | -- |
|  | 1.   | AFP Giovinazzo Pol. (B) | 9  | 4 | 3 | 0 | 1 | 25 | 20 | +5 |
|  | 2.   | Roller Salerno          | 3  | 3 | 1 | 0 | 2 | 13 | 14 | -1 |
|  | 3.   | Matera (B)              | 3  | 3 | 1 | 0 | 2 | 17 | 21 | -4 |

Legenda:
  Qualificato alla fase finale.
  Squadra ammessa agli spareggi.
Note:
Tre punti a vittoria, uno per il pareggio, zero a sconfitta.
In caso di arrivo di due o più squadre a pari punti, la graduatoria finale verrà stilata secondo la classifica avulsa tra le squadre interessate che prevede, in ordine, i seguenti criteri:
- Punti negli scontri diretti
- Differenza reti negli scontri diretti
- Differenza reti generale
- Reti realizzate in generale
- Sorteggio

## Spareggi
| Squadra 1         | Totale | Squadra 2     | Andata | Ritorno |
| ----------------- | ------ | ------------- | ------ | ------- |
| Montecchio P. (B) | 7 - 13 | Correggio (B) | 5 - 7  | 2 - 6   |
| SPV Viareggio     | 6 - 7  | Grosseto RRD  | 6 - 7  |         |

## Fase finale

### Girone A
Il girone A della fase finale del campionato di serie B 2020-2021 è stato disputato presso il Palasport Dorando Pietri di Correggio dal 15 al 16 maggio 2021.
| Squadra                       | Pt | G | V | N | P | GF | GS | DG  |
| ----------------------------- | -- | - | - | - | - | -- | -- | --- |
| Correggio (B)                 | 7  | 3 | 2 | 1 | 0 | 14 | 3  | +11 |
| Agrate Brianza                | 5  | 3 | 1 | 2 | 0 | 16 | 6  | +10 |
| Breganze Città della speranza | 4  | 3 | 1 | 1 | 1 | 12 | 11 | +1  |
| Amatori Vercelli              | 0  | 3 | 0 | 0 | 3 | 4  | 26 | -22 |

| Correggio 15 maggio 2021, ore 18:00 CEST 1ª giornata | Correggio | 4 – 2 | Breganze | Palasport Dorando Pietri |

| Correggio 15 maggio 2021, ore 21:00 CEST 1ª giornata | Amatori Vercelli | 1 – 11 | Agrate Brianza | Palasport Dorando Pietri |

| Correggio 16 maggio 2021, ore 9:00 CEST 2ª giornata | Breganze | 6 – 3 | Amatori Vercelli | Palasport Dorando Pietri |

| Correggio 16 maggio 2021, ore 11:30 CEST 2ª giornata | Agrate Brianza | 1 – 1 | Correggio | Palasport Dorando Pietri |

| Correggio 16 maggio 2021, ore 17:00 CEST 3ª giornata | Breganze | 4 – 4 | Agrate Brianza | Palasport Dorando Pietri |

| Correggio 16 maggio 2021, ore 19:30 CEST 3ª giornata | Correggio | 9 – 0 | Amatori Vercelli | Palasport Dorando Pietri |

### Girone B
Il girone B della fase finale del campionato di serie B 2020-2021 è stato disputato presso la Pista di via Mercurio di Grosseto dal 15 al 16 maggio 2021.
| Squadra           | Pt | G | V | N | P | GF | GS | DG  |
| ----------------- | -- | - | - | - | - | -- | -- | --- |
| Grosseto RRD      | 7  | 3 | 2 | 1 | 0 | 17 | 9  | +8  |
| Grosseto Alice    | 6  | 3 | 2 | 0 | 1 | 19 | 12 | +7  |
| Prato 1954 (B)    | 2  | 3 | 0 | 2 | 1 | 20 | 23 | -3  |
| SPV Viareggio (B) | 1  | 3 | 0 | 1 | 2 | 7  | 19 | -12 |

| Grosseto 15 maggio 2021, ore 18:00 CEST 1ª giornata | Grosseto RRD | 7 – 1 | SPV Viareggio | Pista di via Mercurio |

| Grosseto 15 maggio 2021, ore 21:00 CEST 1ª giornata | Grosseto Alice | 11 – 8 | Prato 1954 | Pista di via Mercurio |

| Grosseto 16 maggio 2021, ore 9:00 CEST 2ª giornata | Prato 1954 | 6 – 6 | Grosseto RRD | Pista di via Mercurio |

| Grosseto 16 maggio 2021, ore 11:30 CEST 2ª giornata | SPV Viareggio | 0 – 6 | Grosseto Alice | Pista di via Mercurio |

| Grosseto 16 maggio 2021, ore 17:00 CEST 3ª giornata | Prato 1954 | 6 – 6 | SPV Viareggio | Pista di via Mercurio |

| Grosseto 16 maggio 2021, ore 19:30 CEST 3ª giornata | Grosseto Alice | 2 – 4 | Grosseto RRD | Pista di via Mercurio |

## Coppa Italia di Serie B

### Tabellone fase finale
|  | Quarti di finale  | Quarti di finale  | Quarti di finale | Quarti di finale | Quarti di finale |  |  | Semifinali        | Semifinali        | Semifinali     | Semifinali     | Semifinali |  |  | Finale       | Finale       | Finale |  |
|  |                   |                   |                  |                  |                  |  |  |                   |                   |                |                |            |  |  |              |              |        |  |
|  | Vercelli (B)      | Vercelli (B)      | 5                | 4                | 9                |  |  |                   |                   |                |                |            |  |  |              |              |        |  |
|  | Amatori Lodi (B)  | Amatori Lodi (B)  | 1                | 6                | 7                |  |  | Vercelli (B)      | Vercelli (B)      | 6              | 3              | 9          |  |  |              |              |        |  |
|  | Grosseto Alice    | Grosseto Alice    | 6                | 5                | 11               |  |  | Grosseto Alice    | Grosseto Alice    | 2              | 5              | 7          |  |  |              |              |        |  |
|  | Roller Salerno    | Roller Salerno    | 2                | 4                | 6                |  |  |                   |                   |                |                |            |  |  | Vercelli (B) | Vercelli (B) | 5      |  |
|  | Amatori Pesaro    | Amatori Pesaro    | 3                | 6                | 9                |  |  |                   |                   | Amatori Pesaro | Amatori Pesaro | 3          |  |  |              |              |        |  |
|  | Prato 1954 (B)    | Prato 1954 (B)    | 3                | 4                | 7                |  |  | Amatori Pesaro    | Amatori Pesaro    | 3              | 5              | 8          |  |  |              |              |        |  |
|  | Montecchio P. (B) | Montecchio P. (B) | 3                | 2                | 5                |  |  | Montecchio P. (B) | Montecchio P. (B) | 2              | 5              | 7          |  |  |              |              |        |  |
|  | Breganze (B)      | Breganze (B)      | 2                | 2                | 4                |  |  |                   |                   |                |                |            |  |  |              |              |        |  |